# Compagnie fromagère de la vallée de l'Ance
La Compagnie fromagère de la vallée de l'Ance ou CFVA est une entreprise de l'industrie agroalimentaire française spécialisée dans la transformation et la commercialisation de fromages industriels. Elle est située à Beauzac dans la Haute-Loire en France. Créée en 1977, c'est une filiale importante du groupe agro-industriel Savencia Fromage & Dairy.

## Filière
Cette entreprise du secteur laitier achète les laits de vache aux agriculteurs de la Haute-Loire, du Puy-de-Dôme et de la Loire.

## Transformation
Lors de la collecte des laits crus réfrigérés produits par les agriculteurs, ceux-ci sont mélangés puis pasteurisés à l'usine de Beauzac pour être transformés en fromages à pâte persillée.
La fromagerie est constituée de plusieurs services : la réception du lait, la fabrication, l'affinage, l'emballage, un laboratoire, un service R&D, un service maintenance...

## Effectif salarial
En 2011, cette société fait appel aux services d'environ 300 salariés.

## Marques commerciales de la CFVA
- Saint Agur ;
- Rochebaron .